# Don River (Ontario)
Der Don River (französisch Rivière Don) ist ein 38 km langer Fluss im kanadischen Ontario, dessen Quellflüsse im Moränenzug der Oak Ridges-Moräne entspringen und durch die Städte Richmond Hill, Vaughan und Markham fließen und der nach ihrem Zusammenfluss in Toronto in den Ontariosee mündet.
Der Fluss wurde von Gouverneur John Graves Simcoe nach dem Fluss Don in South Yorkshire benannt. Der Don River hat einen durchschnittlichen Abfluss von 4 m³/s und ein Einzugsgebiet von rund 360 km². Seine linksseitigen Nebenflüsse sind Castle Frank Brook und der Taylor-Massey Creek, sein rechtsseitiger ist der German Mills Creek. Vor 12.000 Jahren entstand während der letzten Eiszeit die Schlucht Don Valley, durch die der Fluss verläuft. Bezogen auf die Größe des Don Valley führt der Don River wenig Wasser mit, was in infolge der Urbanisierung Torontos beschleunigt wurde. Entlang des Don Valley führt der gleichnamige Don Valley Parkway, eine innerstädtische Autobahn, die nördlich des Highway 401 in den Highway 404 mündet. Durch die geologische Beschaffenheit des Flussbettes in der Schlucht kann das Wasser bei starken Regenfällen innerhalb von drei Stunden um 2 m ansteigen. Der Hurrikan Hazel im Jahr 1954 ließ den Abfluss von 4 auf 1700 m³/s ansteigen.